# De Maten
Predefinição:Linkless-date
De Maten (52° 52′ N, 7° 04′ L) é uma cidade dos Países Baixos, na província de Groninga. De Maten pertence ao município de Westerwolde, e está situada a 14 km, a nordeste de Emmen.
A área de De Maten, que também inclui as partes periféricas da cidade, bem como a zona rural circundante, tem uma população estimada em 160 habitantes.